# ドリーム開発
ドリーム開発株式会社（ドリームかいはつ）は、かつて神奈川県横浜市戸塚区に存在した鉄道事業者。休止路線のドリームランド線を保有・運営していたが、実際の運行に携わることはなかった。
現在、全国各地に様々な業種で同名の団体・企業などが存在するが、それらとは無関係である。

## 沿革
- 1981年（昭和56年）9月1日 - 会社設立[2]。
- 1982年（昭和57年）3月 - ドリーム交通から、ドリームランド線の経営権および事業免許の譲渡を受ける。
- 2002年（平成14年）8月21日 - 同社およびダイエーが、ドリームランド線の運転再開を断念する[3]。
- 2003年（平成15年）9月18日 - ドリームランド線廃止。
- 2005年（平成17年）2月14日 - 臨時株主総会を開き、資本金を49億9,885万円から1億円へ減資することを決議[4]。
  - 11月 - 法人解散[5]。